# Argentina (dokumentarfilm fra 1939)
 For alternative betydninger, se Argentina (flertydig). (Se også artikler, som begynder med Argentina)
Argentina er en dansk dokumentarfilm fra 1939. Filmen er overdraget via Nationalmuseets Etnografiske Samling fra Det Kongelige Geografiske Selskab.